# Cantonul Mercœur
Cantonul Mercœur este un canton din arondismentul Tulle, departamentul Corrèze, regiunea Limousin, Franța.

## Comune
- Altillac
- Bassignac-le-Bas
- Camps-Saint-Mathurin-Léobazel
- La Chapelle-Saint-Géraud
- Goulles
- Mercœur (reședință)
- Reygade
- Saint-Bonnet-les-Tours-de-Merle
- Saint-Julien-le-Pèlerin
- Sexcles